# Pitonfélék
A pitonfélék avagy sziklakígyók (Pythonidae) a  pikkelyes hüllők (Squamata) rendjébe sorolt kígyók (Serpentes) alrendjének egyik családja. Korábban Pythoninae néven az óriáskígyófélék (Boidae) családjának egyik alcsaládja voltak.
9 nem és több mint 30 faj tartozik a családba, köztük a leghosszabb kígyófajnak ismert kockás piton (Malayopython reticulatus) és az egyik legnagyobb tömegűnek ismert szalagos tigrispiton (Python bivittatus).

## Származásuk, elterjedésük

A sziklapiton (Python sebae) alfajainak elterjedése

Legközelebbi rokonuk az újvilági piton (Loxocemus bicolor).
Mivel a fajok többsége trópusi, a kutatók a közelmúltig azt gondolták, hogy a monotipikus Loxocemidae családdal közös ősük a Gondwana déli szuperkontinensen élhetett. Ezt az elképzelést írták felül a 2010-es évek végén, a németországi Messel város környékén talált őspiton maradványok. A vizsgálatok szerint ez a 47 millió éve (az eocén időszakban) élt és Messelopython freyi névre keresztelt  őspiton lehetett a pitonok és az újvilági pitonok közös őse. Nem sokkal ezután a pitonmaradványok teljesen eltűntek Európában, és csak a miocén időszaktól jelennek meg újra (NatGeo).
Legközelebbi rokonuk az újvilági piton (Loxocemus bicolor).
Ma a fajok többsége Afrika trópusi részein él, de elterjedési területük Dél-Ázsián át Ausztráliáig és Új-Guineáig, tehát az afrotropikus faunaterülettől (Aethiopis) az indo-maláj faunaterületen át az ausztráliai faunabirodalomig (Notogea) húzódik.

## Megjelenésük, felépítésük

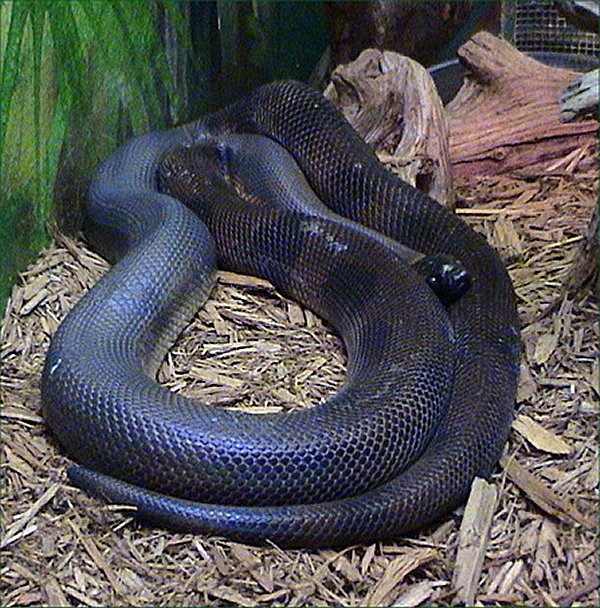
Gyűrűs vízipiton (Bothrochilus boa)

Rendes pajzsok csak a fejtető elülső részét, egyes fajoknál csak az arcorr tetejét födik; hátrébb pikkelyek váltják fel őket. Szemöldökcsontjuk van, ajakpajzsaikon erős bemélyedések látszanak.
Testüket apró, élezetlen pikkelyek borítják. Az orrpajzson, valamint néhány felső és alsó ajakpajzson gödrök vannak. Az orrnyílások két, különböző méretű pajzs között nyílnak. Elülső fogaik aránylag hosszúak, szemeik kicsinyek. Farkuk igazi kapaszkodó farok (Brehm).
Szemöldökcsontjuk (supraorbitale) az óriáskígyóféléktől eltérően jól fejlett. Testükben (akárcsak az óriáskígyókéban) jól kivehetők a medenceöv és a combcsontok maradványai; utóbbiak a legtöbbfaj hímjeinél kívülről is felismerhetők a kloákanyílás mellett. Tüdejük mindkét fele működőképes (Urania).

## Életmódjuk, élőhelyük
Ragadozók. Lágy héjú tojással szaporodnak. 

## Rendszerezésük
A családba 9 nem tartozik összesen 21 fajjal.
- Aspidites (Peters, 1877) –  2 faj, mindkettő Ausztráliában
  - feketefejű piton (Aspidites melanocephalus)
  - woma (Aspidites ramsayi)

- Antaresia (Wells & Wellington, 1842) – 4  faj
  - Children-piton (Antaresia childreni)
  - pettyes piton (Antaresia maculosa)
  - hangyabolypiton (Antaresia perthensis)
  - Stimson-piton (Antaresia stimsoni)

- Apodora (Kluge, 1993) –  1 faj
  - pápua piton (Apodora papuana)

- Bothrochilus (Fitzinger, 19843) –  1 faj
  - gyűrűs vízipiton (Bothrochilus boa)

- Leiopython (Hubrecht, 1879) –  1 faj
  - fehérajkú piton (Leiopython albertisii)

- Liasis Gray, 1842 –  3 faj

- Morelia Gray, 1842 – 8 faj

- Python Daudin, 1803 –  11 faj

- Simalia J. E. Gray, 1849